# Aeroporto de Paamiut
Aeroporto de Paamiut (em gronelandês: Mittarfik Paamiut e em dinamarquês: Paamiut Lufthavn) é um aeroporto em Paamiut, uma cidade no município de Sermersooq, no sudoeste da Gronelândia. Foi construído em 2007, substítuindo o heliporto da cidade. Possui uma pista asfaltada com 799 metros de comprimento.

## Linhas aéreas e destinos
A Air Greenland serve o Aeroporto de Paamiut com voos de avião para o Aeroporto de Nuuk e para o Aeroporto de Narsarsuaq.